# Arvydas Sabonis
Arvydas Romas Sabonis (nascido em 19 de dezembro de 1964) é um ex-basquetebolista e empresário lituano. Reconhecido como um dos melhores jogadores europeus de sua época, ele ganhou o prêmio Euroscar por seis vezes e o Prêmio Mr. Europa por duas vezes. Jogou em várias ligas e passou sete temporadas na National Basketball Association (NBA), nos Estados Unidos.  Sabonis jogou três Jogos Olímpicos, sendo medalhista de ouro em Seul 1988 com a União Soviética e bronze com a Lituânia independente em Barcelona 1992 e Atlanta 1996.
Sabonis é considerado um dos melhores pivôs da história do esporte. Bill Walton declarou uma vez que Sabonis era um "Larry Bird de 2,21 m" devido a sua visão única em quadra, facilidade de arremesso de qualquer distância, forte mentalidade no jogo e versatilidade.
Em 20 de agosto de 2010, Sabonis foi introduzido no Hall da Fama da FIBA em reconhecimento a sua grande carreira internacional. Em 4 de abril de 2011, Sabonis foi nomeado para o Basketball Hall of Fame, e ele foi introduzido em 12 de agosto de 2011, naquela época, ele era o jogador mais alto a entrar no Hall da Fama do Basquete. Um ano mais tarde, ele seria ultrapassado por Ralph Sampson por apenas 3 centímetros. Em 24 de outubro de 2011, Sabonis se tornou presidente da Federação de Basquete da Lituânia.

## Primeiros anos
Nascido em Kaunas, RSS Lituana, União Soviética (atual Kaunas, Lituânia), Sabonis começou a jogar basquete aos 13 anos e aos 15 anos ele se tornou jogador da equipe nacional júnior da União Soviética.

## Carreira profissional
Sabonis fez sua estréia profissional em 1981, com uma das mais tradicionais equipes de basquete da Lituânia, o Žalgiris Kaunas, em sua cidade natal de Kaunas. Ele conquistou três títulos consecutivos da Liga Soviética e chegou às finais da Euroliga 1986 com a equipe.
Sabonis foi selecionado pelo Atlanta Hawks, como a escolha de nº 77 no Draft da NBA no ano de 1985, no entanto, a seleção foi anulada porque Sabonis era menor de 21 anos. Na primavera seguinte, ele sofreu uma grave lesão no tendão de Aquiles. Em 1986, ele foi selecionado pelo Portland Trail Blazers como a escolha de nº 24 no Draft daquele ano.
Sabonis não foi autorizado a jogar na NBA por autoridades soviéticas até o ano de 1989, no entanto, ele foi para Portland em 1986 para se reabilitar da sua lesão no tendão com a equipe médica do Portland Trail Blazers, franquia que o selecionou no Draft naquele ano, chegando a jogar algumas partidas amistosas pela equipe.
Nos Jogos olímpicos de Seul 1988, Sabonis levou a União Soviética à conquista da medalha de ouro, vencendo na semi-final a equipe dos Estados Unidos, que contavam com futuras estrelas da NBA como David Robinson, Mitch Richmond e Danny Manning. Os soviéticos venceram a Iugoslávia na final olímpica.

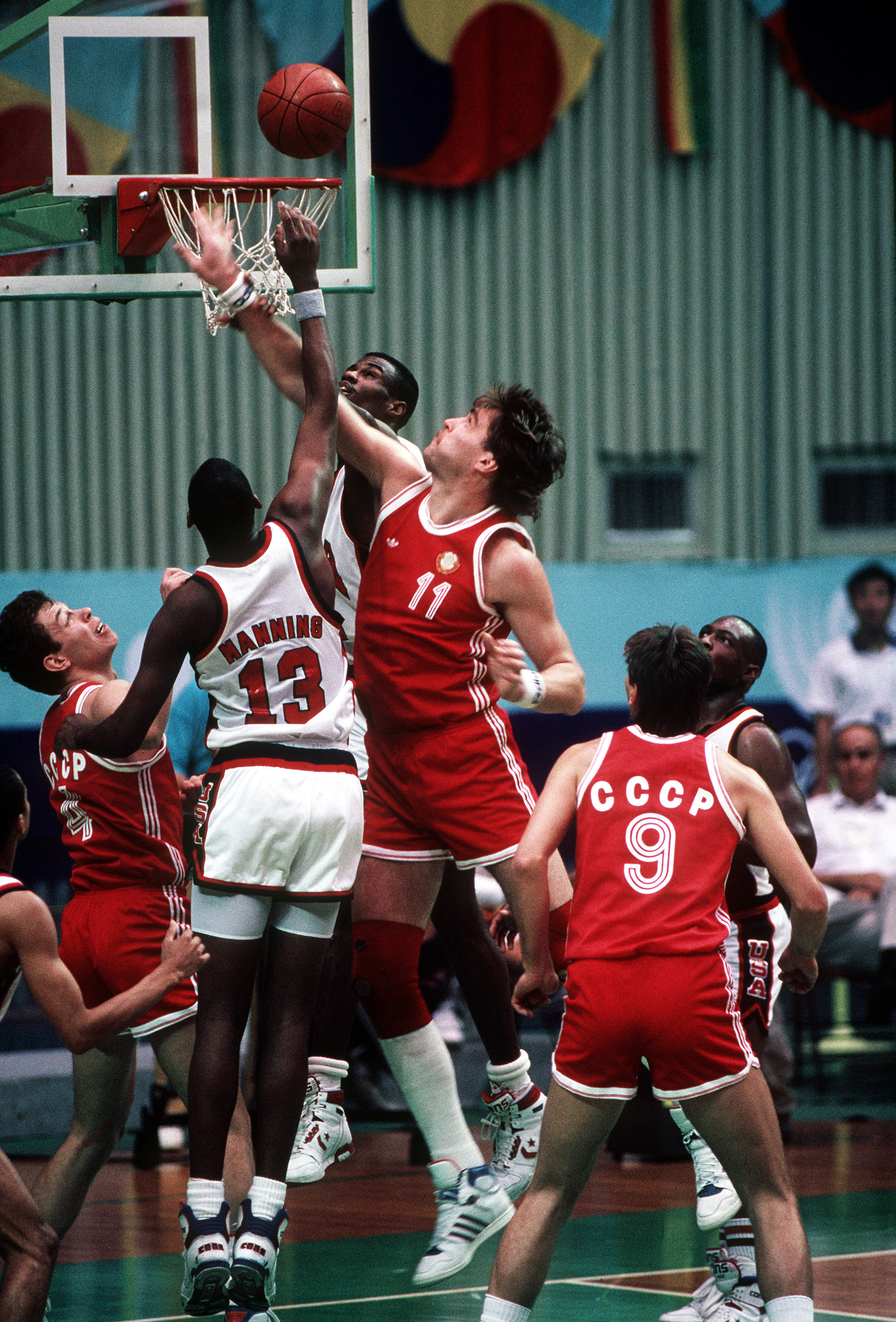
Arvydas Sabonis #11 como jogador da equipe soviética durante o jogo contra a equipe dos EUA em 1988

O período 1985-1988 foi bastante desgastante para Sabonis, por conta do número de jogos e falta de descanso, tendo um efeito significativo sobre o futuro da saúde e durabilidade da sua carreira. Várias contusões não tiveram o tempo necessário para cicatrização, devido ao clima da Guerra Fria que cercou a concorrência internacional, bem como a rivalidade local entre o Žalgiris Kaunas e CSKA Moscou. Numa entrevista em 2011, Sabonis disse que a sua excessiva utilização em jogos do Žalgiris e da seleção soviética por conta da política de esporte soviético foi um fator importante que contribuiu para a sua primeira lesão no tendão de Aquiles em 1986. Outro momento chave para o futuro de sua saúde ocorreu em 1988, quando Sabonis tinha um procedimento cirúrgico no tendão que seria realizado em Portland, mas foi chamado de volta para integrar a equipe olímpica soviética antes de uma recuperação completa. A decisão de incluir um Sabonis mancado no plantel soviético para os Jogos Olímpicos de Seul 1988 foi duramente criticada pelos seus médicos em Portland. Sabonis acabou desenvolvendo lesões crônicas no joelho, tornozelo e problemas na virilha que limitavam a sua mobilidade e explosão em meados da década de 1990.
Em 1989, deixou o Žalgiris Kaunas para ir jogar no CB Valladolid da Espanha, jogando por três temporadas, e em 1992, Sabonis chega ao Real Madrid, onde conquistou dois títulos da Liga espanhola e um título da Euroliga em 1995. Durante a temporada regular 1994-95 com o Real Madrid, ele teve médias de 22,8 pontos, 13,2 rebotes, 2,6 bloqueios e 2,4 assistências por jogo.
Após a temporada européia 1994-1995, finalmente Sabonis e Portland começaram a negociar uma possível mudança para a NBA. Antes de assinar com Sabonis, o então manager do Portland Trail Blazers Bob Whitsitt perguntou ao médico o que achava dos exames de raio-X. Ilustrando o impacto das várias lesões de Sabonis, Whitsitt lembrou do susto que tomou com os relatos do médico durante entrevista de 2011: "Ele disse que Arvydas poderia facilmente solicitar uma vaga de estacionamento para deficientes no clube", mas mesmo assim os Blazers assinaram com Sabonis. Ele teve uma temporada de estreia de sucesso, com média de 14,5 pontos em 55% e 8,1 rebotes, jogando menos de 24 minutos por jogo. Sabonis foi eleito para o NBA All-Rookie Team (time de calouros do ano da NBA) e foi vice-campeão nas eleições de NBA Rookie of the Year Award (Calouro do Ano) e de Sexto Homem. Na primeira série playoffs de sua carreira na NBA, Portland perdeu para Utah em cinco jogos. Suas médias nos playoffs foram de 23,6 pontos e 10,2 rebotes.
Sabonis teve médias de 16,0 pontos, 10,0 rebotes e 3,0 assistências em 1997-98, sua melhor marca na carreira .
Durante a primeira passagem de Sabonis em Portland, os Blazers sempre chegaram aos playoffs. Em 1998 a franquia de Oregon mudou grande parte do seu plantel, a fim de disputar o título (após seis derrotas consecutivas na  primeira rodada dos playoffs), com Sabonis sendo o único jogador remanescente da equipe titular. Kenny Anderson e Isiah Rider foram trocados por Damon Stoudemire e Steve Smith. O investimento na equipe não demorou a surtir efeito, fazendo com que o Blazers chegassem finais da Conferência Oeste em dois anos seguidos: em 1999, eles foram varridos pelo futuro campeão San Antonio Spurs, e no ano seguinte, a equipe, que contava com o time titular formado por Sabonis, Smith, Stoudemire, Rasheed Wallace e que agora tinha Scottie Pippen, perdeu para o também futuro campeão Los Angeles Lakers no sétimo e decisivo jogo.
Com tamanho sucesso na NBA, Sabonis acabou conquistando o Prêmio Euroscar por duas vezes na época em que jogava pelos Blazers, tornando-se também um dos jogadores favoritos dos fãs.
A grande questão que envolve a carreira de Sabonis na NBA, gira em torno de até aonde ele poderia ter chegado se tivesse jogado na principal liga do mundo durante o seu auge. Sabonis foi para os Estados Unidos com quase 31 anos, época em que ele já havia conquistado seus principais títulos, sofrido com várias lesões e perdido muito de sua mobilidade e capacidade atlética.
Após a temporada 2000-2001, Sabonis se recusou a assinar uma extensão do seu contrato com os Blazers e se retirou da NBA. Em suas próprias palavras, ele " estava cansado mental e fisicamente" e voltou a Europa, onde assinou um contrato de um ano com seu antigo clube Žalgiris, com a expectativa de se juntar à equipe para a maioria dos jogos importantes na reta final. No entanto, ele acabou perdendo essa temporada em sua totalidade recuperando-se de lesões. Sabonis voltou ao Portland Trail Blazers para uma última temporada na NBA em 2002-2003, mas assinando um contrato que limitava o seu tempo na quadra a não mais de 20 minutos por jogo.
Sabonis retornou ao Žalgiris para jogar sua última temporada na carreira em 2003-2004. Ele liderou a equipe até as oitavas-de-final da Euroliga daquele ano e foi nomeado o MVP da Temporada Regular. Ele também tornou-se presidente da equipe, após aposentar-se oficialmente em 2005.

## Vida pessoal
Sabonis é casado com Ingrida Mikelionytė , a primeira Miss Lituânia, modelo e atriz de cinema. Eles têm 4 filhos: uma menina chamada Aušrinė e três meninos, Domantas, Tautvydas e Žygimantas. Tautvydas joga na equipe juvenil da Unicaja Málaga, e foi convocado para a seleção sub-19 da Lituânia que venceu o Campeonato Mundial FIBA Sub-19 de 2011. Os outros dois filhos também representam a Lituânia em competições de categoria de base da FIBA. Em agosto de 2011, Domantas foi apontado como melhor jogador da Lituânia na categoria sub-15. Durante o Sub-16 do campeonato europeu em 2012, Domantas teve médias de 14,1 pontos e 14,4 rebotes por jogo. Domantas passou a jogar no Unicaja Málaga, assim como seu irmão, mas não jogou sob um contrato profissional, permitindo-lhe jogar no basquete universitário estadunidense na Universidade de Gonzaga no início na temporada de 2014-15. Domantas foi recrutado para jogar no Oklahoma City Thunder da  NBA em 2016.
Em setembro de 2011, Sabonis sofreu um ataque cardíaco enquanto jogava basquete na Lituânia. Os médicos disseram que o ataque cardíaco que teve foi brando e não apresentava risco de morte.